# Etravă

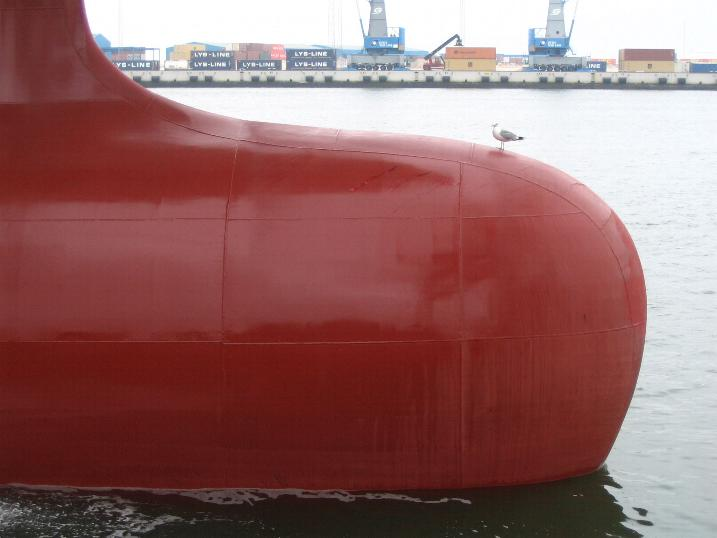
Etravă bulb

Prin etravă se înțelege o piesă, masivă din oțel turnat sau forjat, ori din tablă groasă roluită, constituind extremitatea prova a unei nave. Împreună cu chila și cu etamboul formează coloana osaturii longitudinale.
De etravă se îmbină stringherii de punte, stringherii de bordaj, precum și filele bordajului exterior. 

## Tipuri
Etrava poate fi: 
- elansată (dreaptă): caracteristică navelor cu vele și iahturilor; face un unghi mare cu prova
- cu pinten: s-a utilizat la veliere și la navele de război până la începutul secolului al XX-lea, ca mijloc de luptă; în prezent se mai întîlnește la unele nave de incendiu, pentru scufundarea prin pintenare a navelor incendiate, aflate în port sau radă, în cazul că incendiul nu se mai poate stinge.
- bulb: realizează cel mai favorabil unghi al etravei, reducând substanțial rezistența la înaintare; a fost folosită pentru prima oară la nava SS Normandie

Navele de lemn au etrava din piese masive de lemn rezistent sau din piese îmbinate.